# Zimbabwe
Zimbabwe (korábban Dél-Rhodézia vagy Dél-Rodézia) egy Magyarország területénél négyszer nagyobb ország Afrika déli részében. Északon a Zambézi, délen a Limpopo völgye határolja.
A 2022-ben nagyjából 15 millió lakosú országnak tizenhat hivatalos nyelve van. Valamikor „Afrika ékköveként” ismerték jóléte miatt.

## Etimológia
A „Zimbabwe” név egy sona kifejezésből származik, amely eredetileg Nagy-Zimbabwét jelölte, amely egy középkori város volt a mai ország délkeleti részén; a maradványai ma védett terület.
A 19–20. században Dél-Rodézia (1898), Rodézia (1965) és Zimbabwe Rodézia (1979) néven volt ismert. Az állam „Zimbabwe” néven való első megjelölése 1960-ból származik. Fővárosa, Harare 1890–1980 között a Salisbury nevet viselte, Lord Salisbury brit miniszterelnök–külügyminiszter után.
Rodézia a nevét Cecil Rhodes brit gyarmatosító után kapta, akit az általa behívott fehér telepesek annyira tiszteltek, hogy egyhangúlag róla akarták a területet elnevezni, szemben a brit adminisztráció már ekkoriban Zambéziá-nak szándékozott elnevezni a mai Zambia és Zimbabwe területét. A Rodézia név a mai napig egy negatív fogalom Afrika ezen részén, amely azonosult a gyarmatosítással és a faji elnyomással.

## Földrajz
Északon Zambia határolja, keleten Mozambik, délen a Dél-afrikai Köztársaság, délnyugaton Botswana. Az ország legnyugatibb csücske majdnem érinti Namíbiát, 150 méter választja el a két országot.

### Domborzat

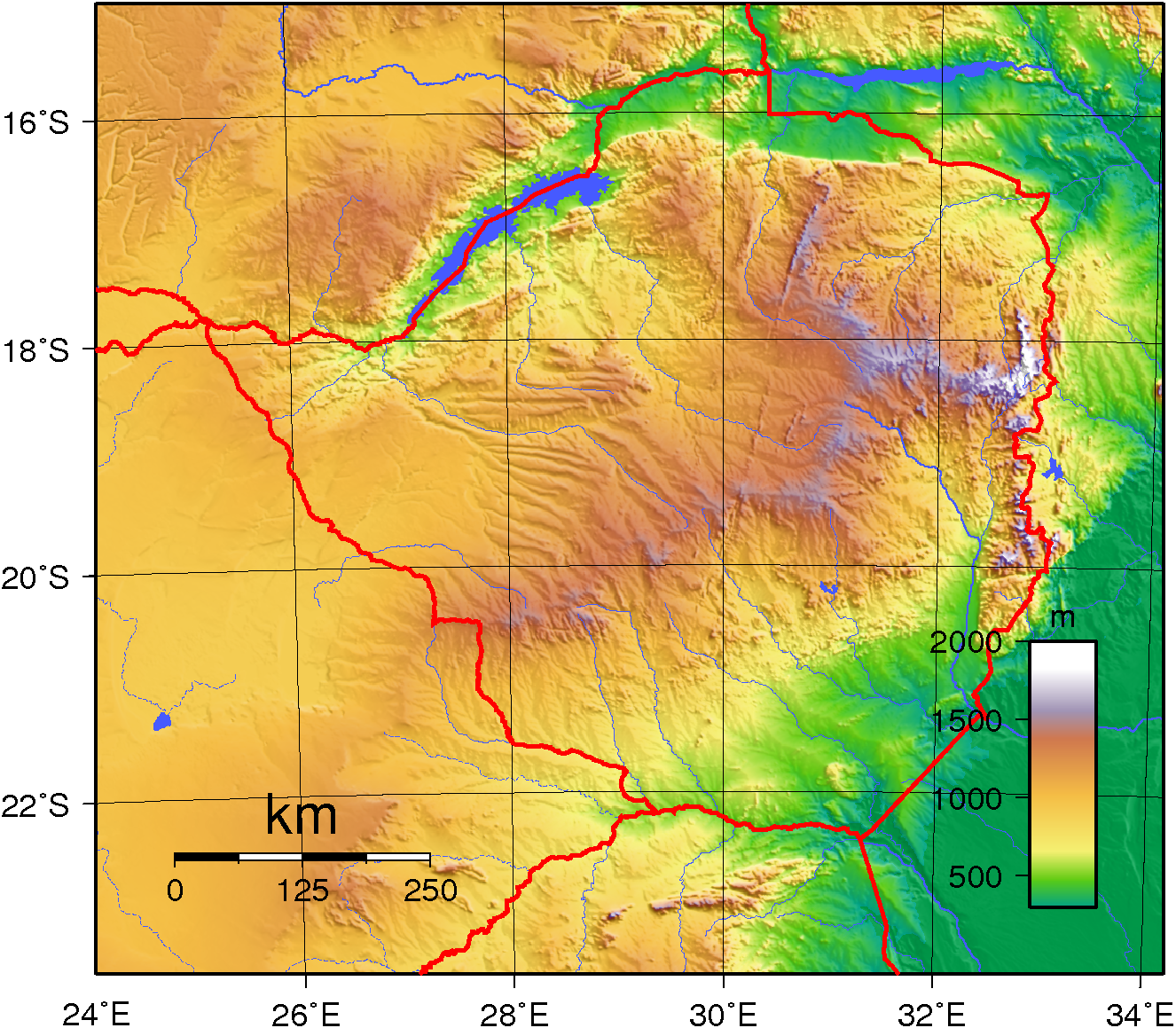
Zimbabwe domborzati térképe

Az ország nagy része fennsíkból áll, 1000 és 1600 m közötti Tengerszint feletti magassággal. A fővárostól délkeletre magasabb hegyvidék található, ezt a területet Keleti-felföld néven ismerik. Itt található a legmagasabb pontja, a Nyangani (korábban Inyangani), 2592 m.

### Vízrajz
Legjelentősebb folyója a Zambézi, amely az ország északi határán folyik, nyugatról keleti irányba.

### Éghajlat

Zimbabwe Köppen-féle éghajlati övezetei

Zimbabwe szubtrópusi éghajlattal rendelkezik, számos helyi változattal. A déli területek hőségükről és szárazságukról ismertek, míg a középső fennsík egyes részein télen éjszakai fagy is előfordul.
Fennsíkján a száraz évszak alatt az éghajlat mérsékelt. A hűvösebb, szárazabb évszakban (májustól októberig) az éghajlat mediterrán jellegű, napos, meleg nappalokkal és hűvös éjszakákkal, amikor a hajnali fagyok sem ritkák. Hó sohasem esik.
A Zambézi völgyében és a délkeleti alföldön forróbb és nedvesebb a klíma, de télen kevés csapadék esik.
Jellegzetes az esők alatti gyakori villámlás (főleg novembertől áprilisig).

### Környezeti problémák
Erdőirtás; talajerózió; talajromlás; levegő- és vízszennyezés. A fekete orrszarvú állománya – amelynek a legjelentősebb koncentrációja volt itt a világon – jelentősen lecsökkent az orvvadászat következményeként. A nem megfelelő bányászati gyakorlat mérgező hulladékhoz és nehézfém-szennyezéshez vezetett.

### Élővilág, természetvédelem

#### Nemzeti parkjai
A zimbabwei nemzeti parkok hivatalos honlapja szerint a következő nemzeti parkok a legjelentősebbek:
- Viktória-vízesés és Zambézi Nemzeti Park
- Hwange Nemzeti Park: a legnagyobb területű Zimbabwéban
- Matobo Nemzeti Park: leginkább a vízilóról híres
- Gonarezhou Nemzeti Park: területileg összefügg a Dél-afrikai Köztársaságban található Kruger Nemzeti Parkkal és a Mozambik területén fekvő Gaza Nemzeti Parkkal
- Nyanga Nemzeti Park: hűvös éghajlatú hegyvidéken fekszik, egész évben kellemes hely az európai látogatók számára
- Mana Pools Nemzeti Park: a Zambézi árterén fekszik

A lista nem teljes. A kevésbé híres nemzeti parkok mellett számontartanak még kirándulóhelyeket, botanikus kerteket, szafari övezeteket, állatrezervátumokat.

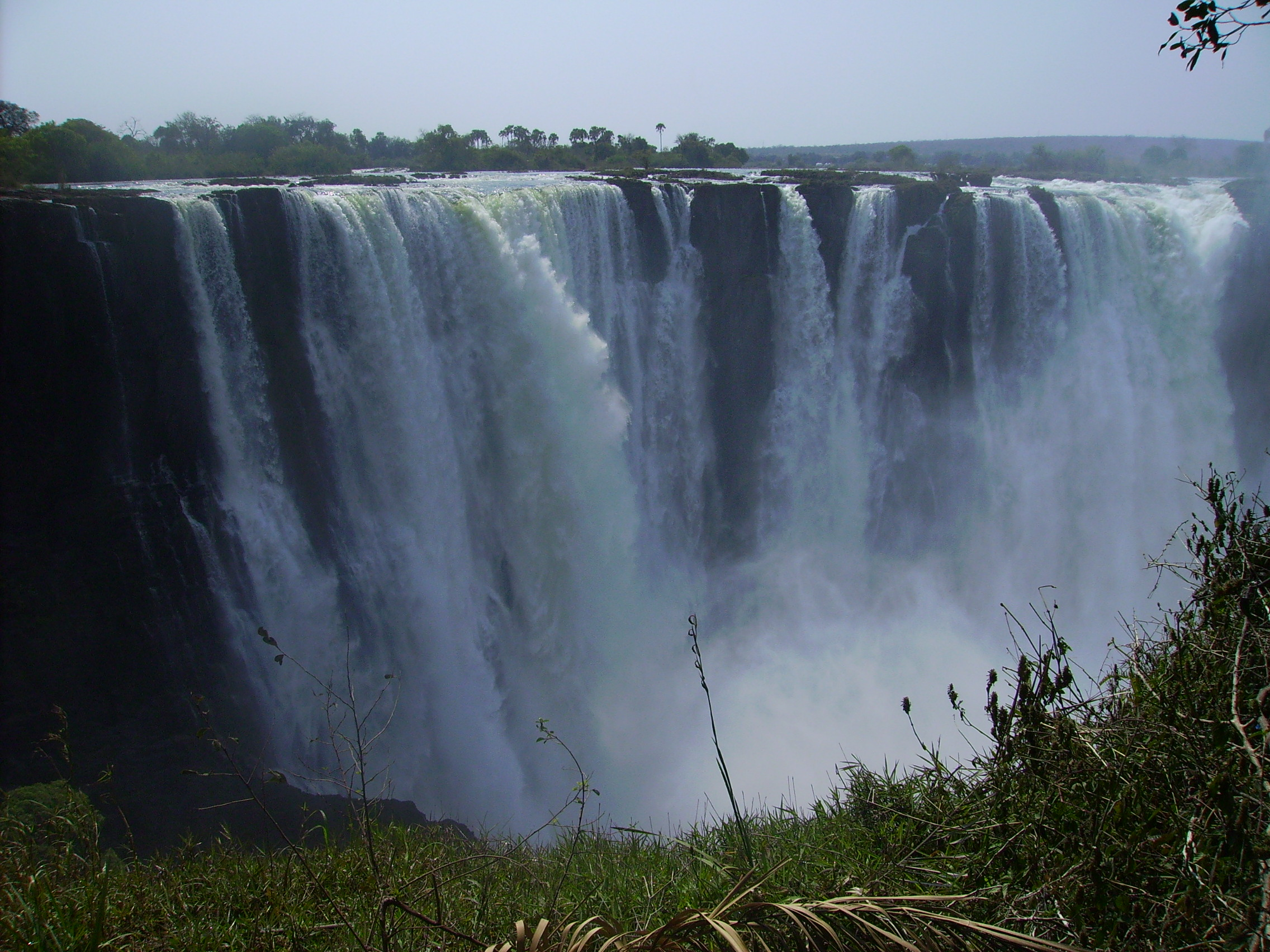
A Viktória-vízesés a zimbabwei oldalról nézve
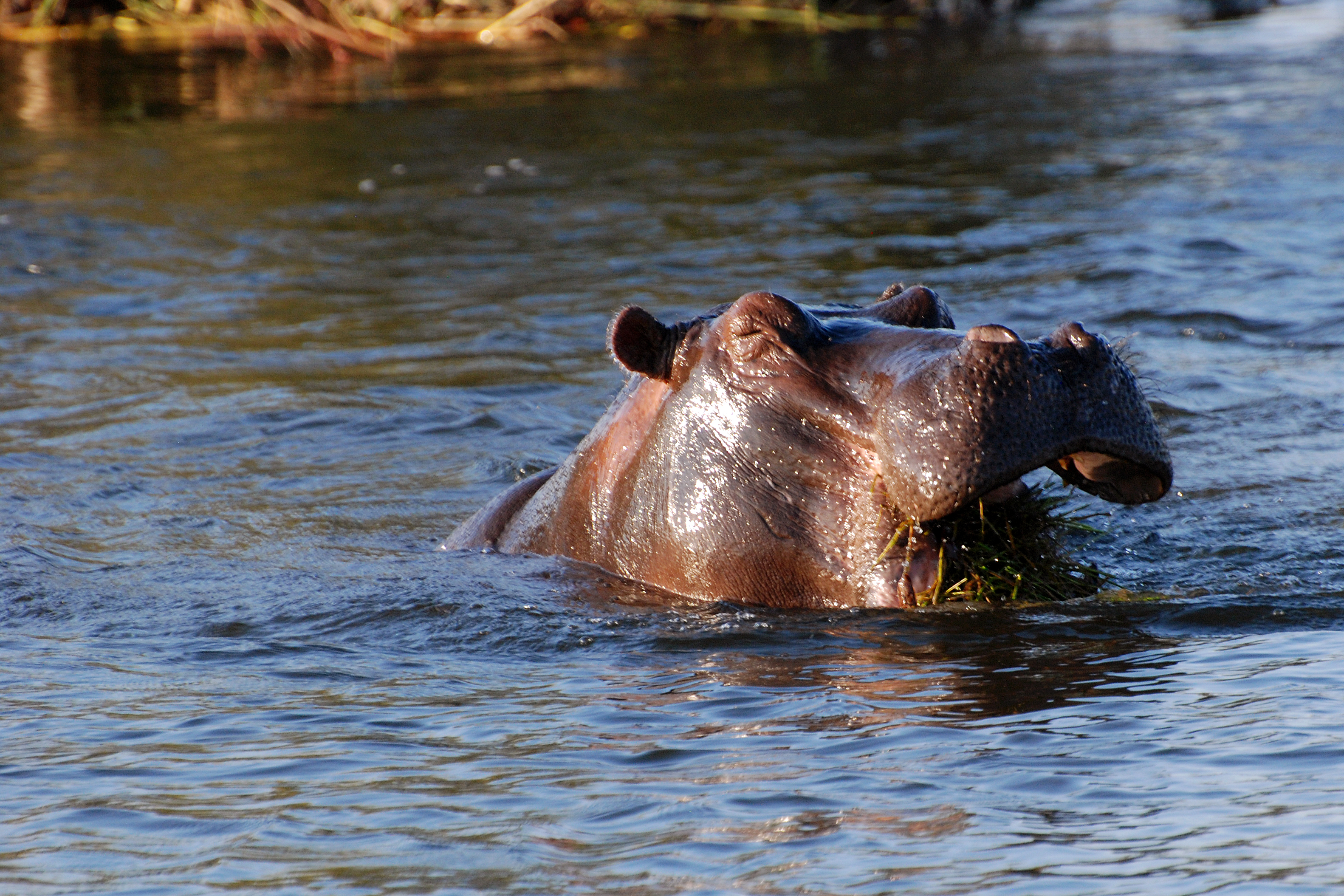
Víziló a Zambézi-folyóban
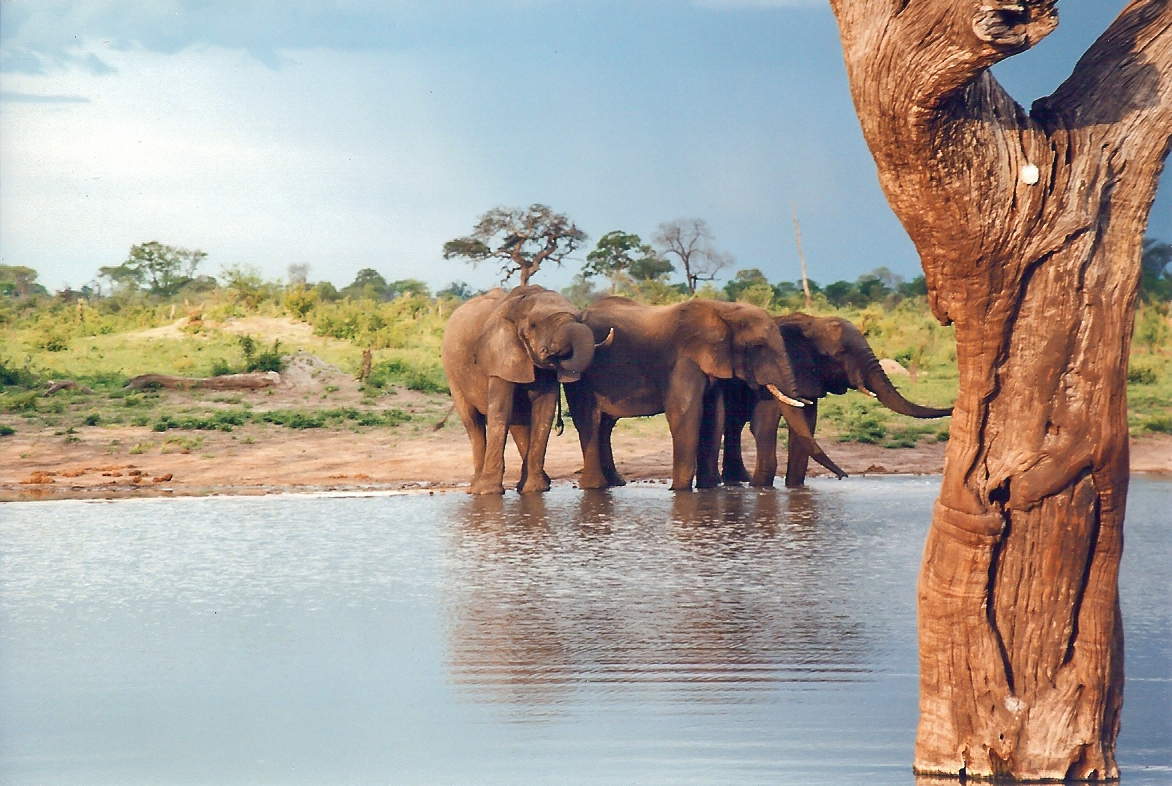
Elefántok a Hwange Nemzeti Parkban
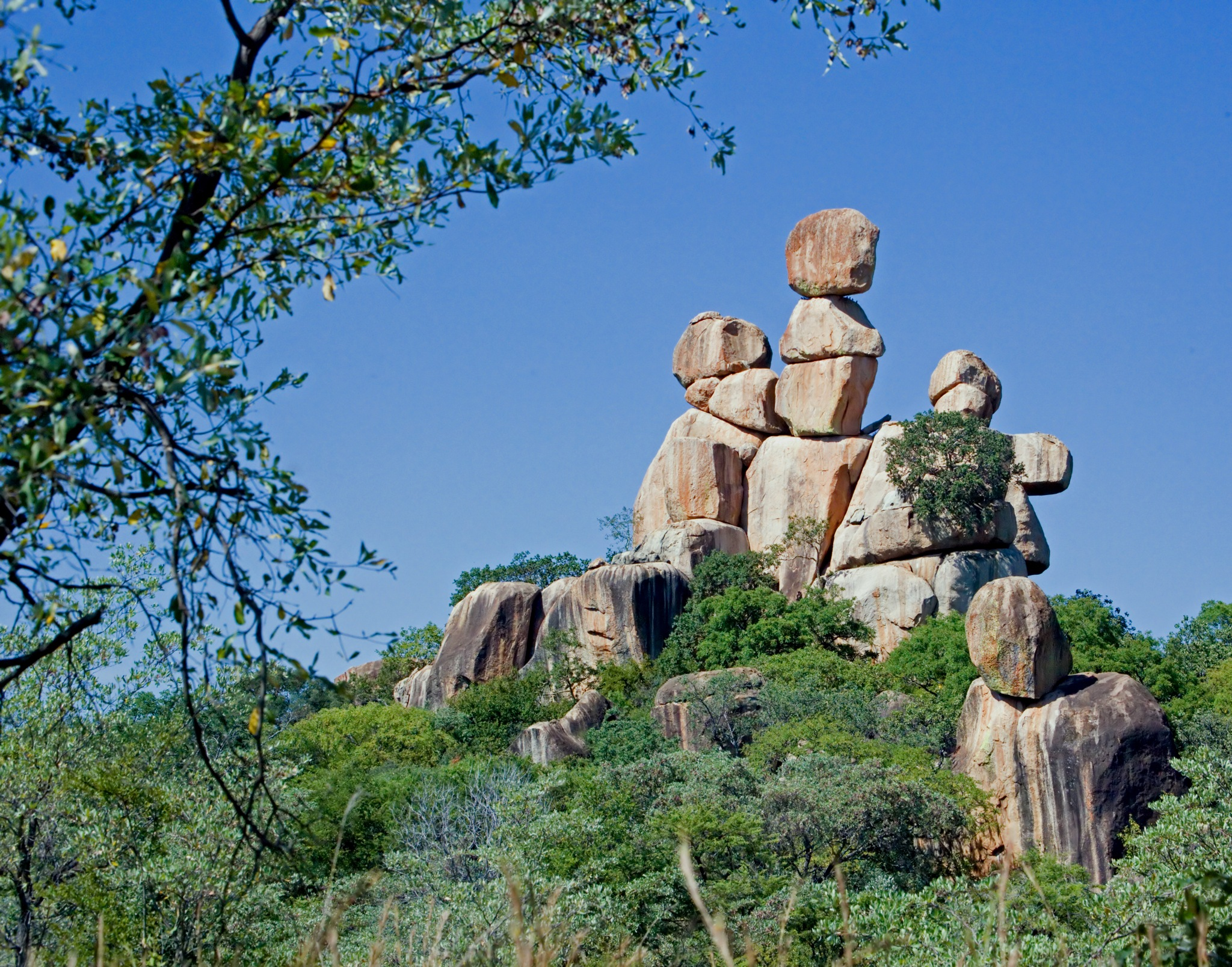
A Matobo Nemzeti Park sziklái
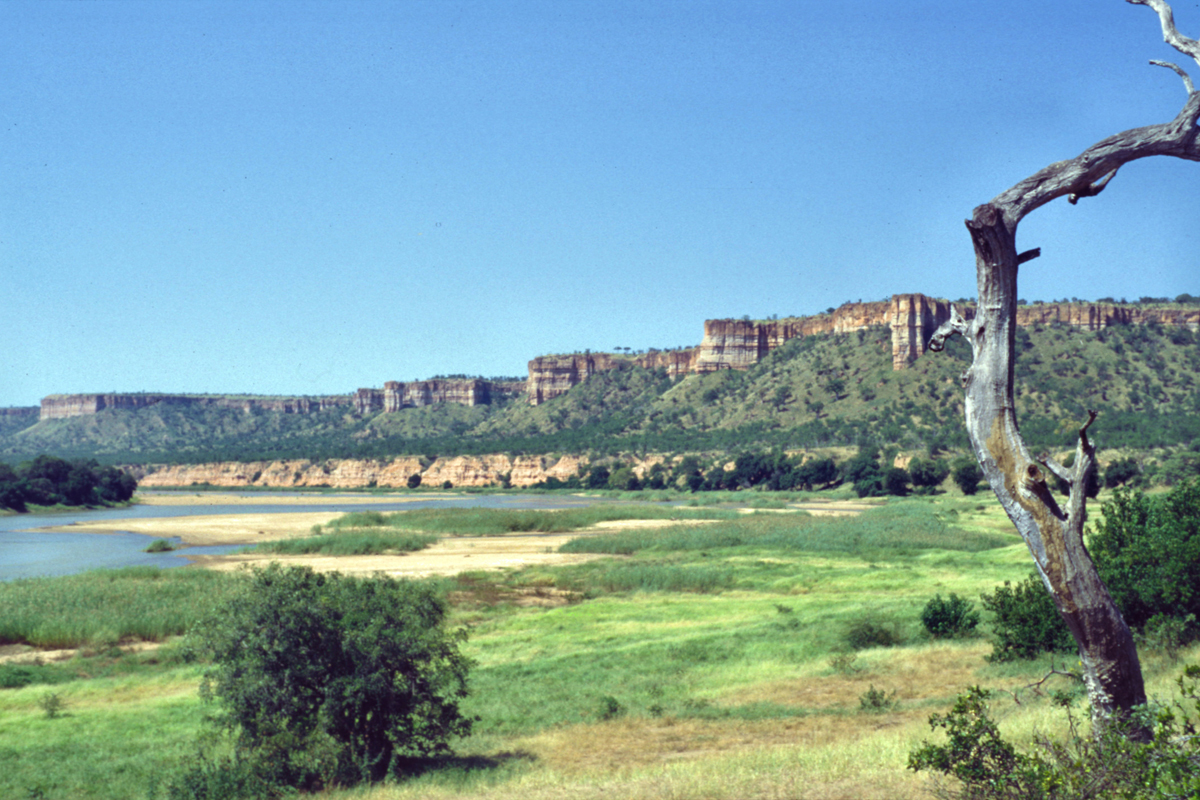
A Gonarezhou Nemzeti Park

#### Természeti világörökségei
Zambiával közös természeti világörökség a két állam határán fekvő Viktória-vízesés. A világörökség része még Mana-Pools Nemzeti Park, Sapi és Chewore Szafari övezet, vagyis a Mana Pools Nemzeti Park a csatlakozó területekkel. 

## Történelem
A középkorban bantuk éltek a területén, ők építették a ma csak romokban látható kőépítményeket. Megszervezték a Monomotapa államot, amely az Indiai-óceán partvidékére aranyat és elefántcsontot szállított, ott textíliát és üvegárut vásároltak. Ezt a kereskedelmet a portugálok megjelenése tette tönkre. A bantu népvándorlás folytatódott, a mai Zimbabwe népei a 19. században foglalták el mai lakhelyüket.
Cecil Rhodes 1888-ban kötötte meg az első szerződését a mai Zimbabwe területén: bányászati jogot szerzett a ndebele nép főnökétől. Erre hivatkozva elérte a brit kormánynál, hogy az általa vezetett gazdasági társaság (British South Africa Company) államot szervezhessen. Az első szerződést több hasonló követte. 1898-ban szervezték meg a társaság gyarmatát. 1923-ban lett a brit kormány gyarmata. A kezdeti időkben – amikor a bennszülöttek felfogták, hogy elvesztették országukat – lázadások sorát verte le a társaság. A helyzet konszolidálódása után viszonylag sok fehér telepedett le és árutermelő ültetvényes gazdálkodásba kezdtek.
1953-ban a britek szövetséget szerveztek három gyarmatukból – Észak-Rhodéziából (ma Zambia), Dél-Rhodéziából (ma Zimbabwe) és Nyaszaföldből (ma Malawi). Ez a szövetség nem volt sikeres, 1963-ban feloszlott.
Ian Smith vezette a gyarmat fajüldöző politikát folytató, fehér kormányát. Látván, hogy szomszédaiban afrikaiak vezette kormányok kerültek hatalomra, majd függetlenné váltak, tapasztalva, hogy Nagy-Britannia támogatja ezt a folyamatot, egyoldalúan függetlenné nyilvánította magát ez a kormány 1965. november 1-jén. Nagy-Britannia ezt a lépést lázadásnak tekintette. Kezdeményezésére az ENSZ Rhodéziára is kiterjesztette a Dél-Afrikával szemben alkalmazott szankciókat. Rhodéziában hamarosan polgárháború kezdődött, a négerek gerillaháborúba kezdtek a fehér kormány ellen. Vezetőik Robert Mugabe és Joshua Nkomo voltak. Ők egymással is rivalizáltak.
1979-re Ian Smith kormánya belátta, hogy nem győzhet. Megállapodtak a hatalomátadás módjáról és arról, hogy annak során garantálják a fehérek személyes biztonságát. 1980-ban többségi kormány alakult, Rhodézia felvette a Zimbabwe nevet és nemzetközileg elismerten is független országgá vált. A miniszterelnök Robert Mugabe lett, aki 1987-ben az államfői tisztséget is megszerezte, fokozatosan diktatórikus hatalmat épített ki. Kiszorította a hatalomból a fehér telepesek képviselőit, akik a 2000-ben elindított kaotikus földreform és a néha pogromokba torkolló üldözések elől tömegesen menekültek el az országból.
Az ország virágzó gazdasága emiatt összeomlott, az alapvető árucikkekből hiány alakult ki. A nemzetközi tiltakozásokat semmibe véve, Mugabe a 2002-es elnökválasztásokat meghamisítva újabb 6 évre megőrizte elnöki székét (a hivatalos eredmények szerint 56,2%-ot kapott, míg ellenfele Morgan Tsvangirai 41,9%-ot). 2003-ban az ellenzék és a szakszervezetek tiltakozó akciókat szerveztek, az erőszakszervezetek keményen közbeléptek. A kormányzó ZANU-PF párt a 2005. márciusi parlamenti választásokon 2/3-os többséget szerzett, és alkotmányt módosított (többek között újból létrehozták a szenátust, amelyet a '80-as évek végén oszlattak fel).

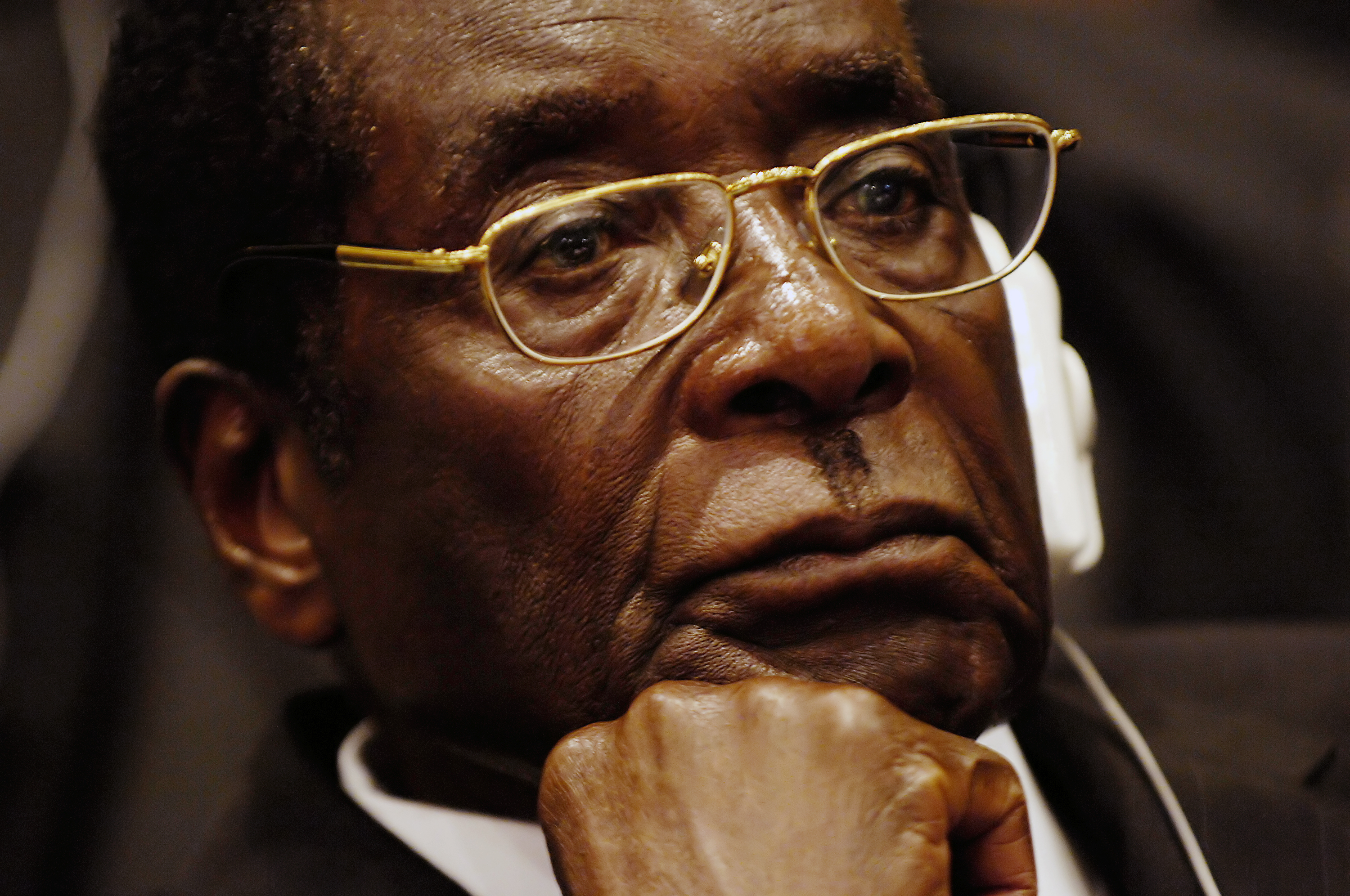
2017 novemberében Robert Mugabe elnök ellen a hadsereg puccsot hajtott végre, aki ezután lemondott A jogász végzettségű Mugabe 1980-tól 2017-ig vezette az országot.

2005 áprilisában elindult a „rendcsináló művelet”, amelynek során ENSZ-becslések szerint kb. 700 000, főleg szegény, az ellenzéket támogató személy házát semmisítették meg. A ZANU-PF 2006. decemberben bejelentette, hogy szándékában áll Mugabe elnöki mandátumának meghosszabbítása 2010-ig, amikor az elnöki és parlamenti választásokat „összehangolják”.
A Mugabe kormány döntéseinek hatására az ország lakossága 5 éven belül nagyjából 1 millió fővel csökkent, a lakosság egynegyede HIV-vírussal fertőzött.
A zimbabwei hadsereg 2017. november 15-én hajnalban elfoglalta a ZBC állami televíziót és bejelentette, hogy átvette az ország irányítását Robert Mugabe elnök kormányától. ZBC állami televízióban Sibusisiwe B. Moyo dandártábornok jelentette be a hatalomátvételt.

## Közigazgatás és politikai rendszer

### Alkotmány, államforma

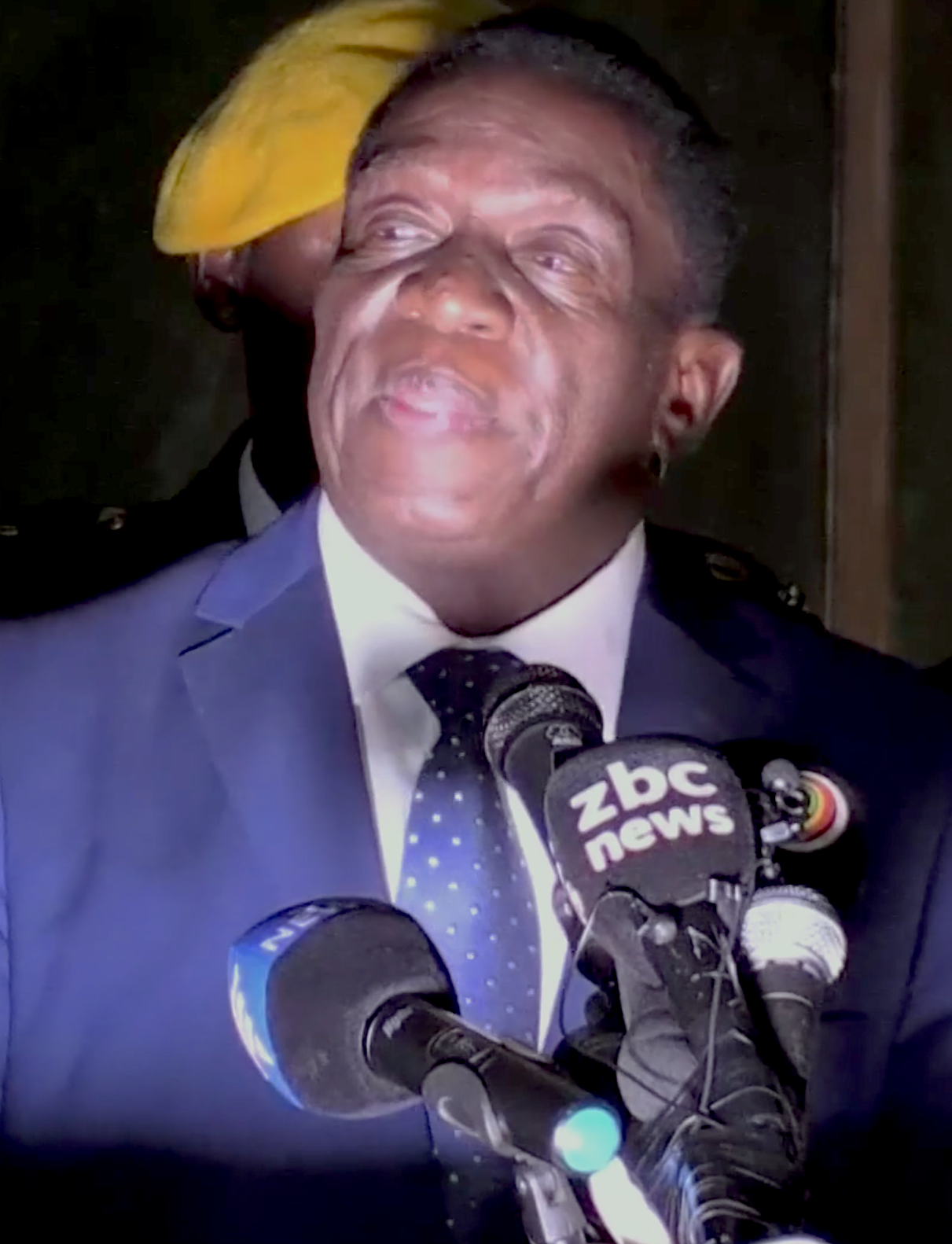
Emmerson Mnangagwa Zimbabwe második elnöke

Az ország elnöki rendszerű köztársaság.

### Törvényhozás, végrehajtás, igazságszolgáltatás
Kétkamarás Parlament: Képviselőház (150 hely, amelyből 120-at a nép választ 5 évre, 12-t az államfő nevez ki, 10 a hagyományos törzsfőknek van fenntartva, 8 helyet az államfő által kinevezett tartományi kormányzók töltenek be); a Szenátus (66 hely: 50-et a nép választ 5 évre, 6-ot az államfő nevez ki, 10-et a Törzsfők Tanácsa nevez ki).

### Politikai pártok
- Movement for Democratic Change (MDC)
- Zimbabwe African National Union – Patriotic Front (ZANU-PF)
- International Socialist Organisation
- National Alliance for Good Governance
- Zimbabwe African National Union – Ndonga
- Zimbabwe People's Democratic Party
- Zimbabwe Youth in Alliance

### Közigazgatási beosztás
Zimbabwét 8 tartomány és 2 tartomány jogú város (Bulawayo és Harare) alkotja:
| Zimbabwe tartományai | 1. Bulawayo 2. Harare 3. Manicaland 4. Közép-Mashonaland 5. Kelet-Mashonaland 6. Nyugat-Mashonaland 7. Masvingo 8. Észak-Matabeleland 9. Dél-Matabeleland 10. Midlands |

## Népesség

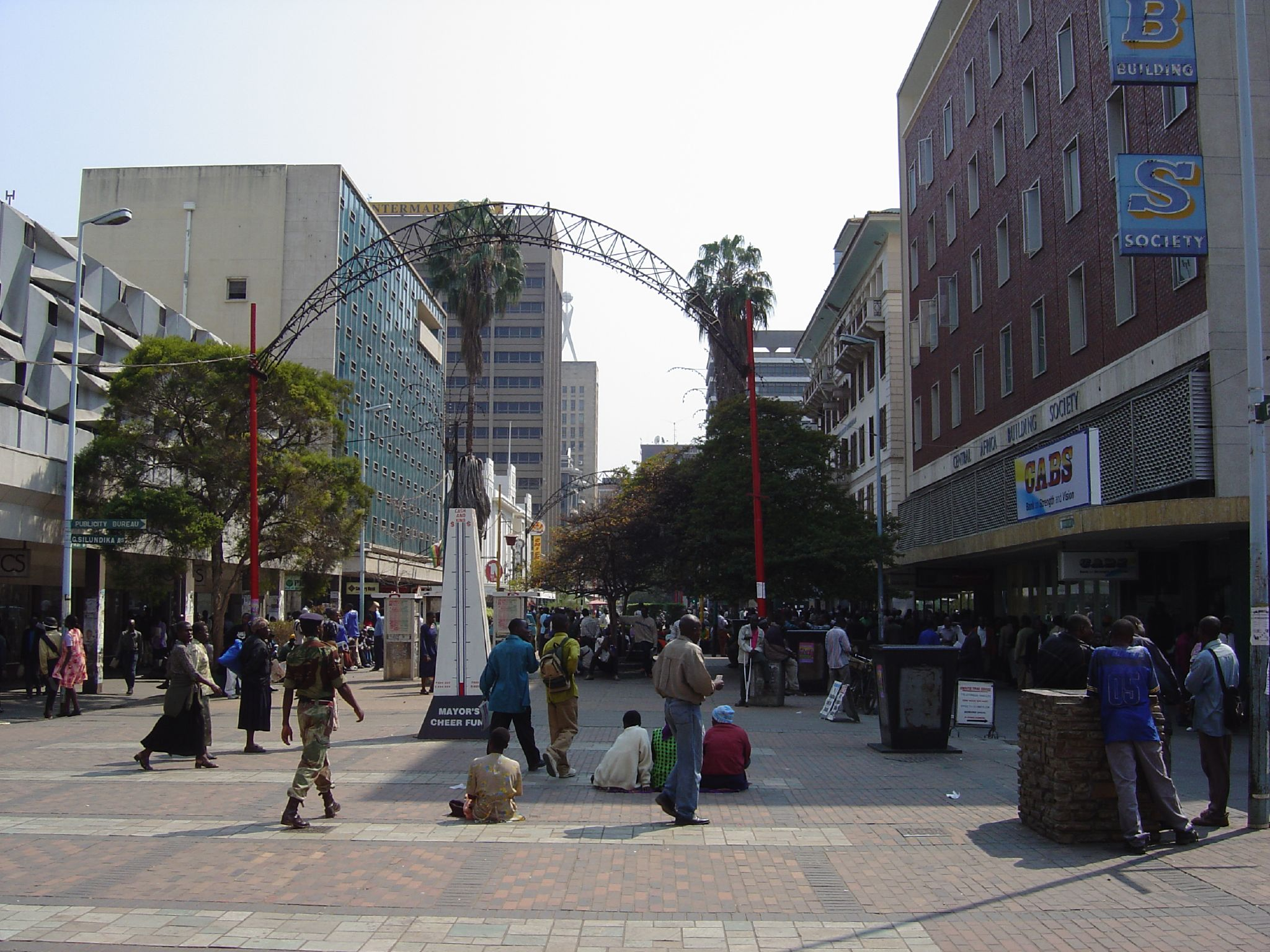
Harare, a főváros központjának egy része (2006)

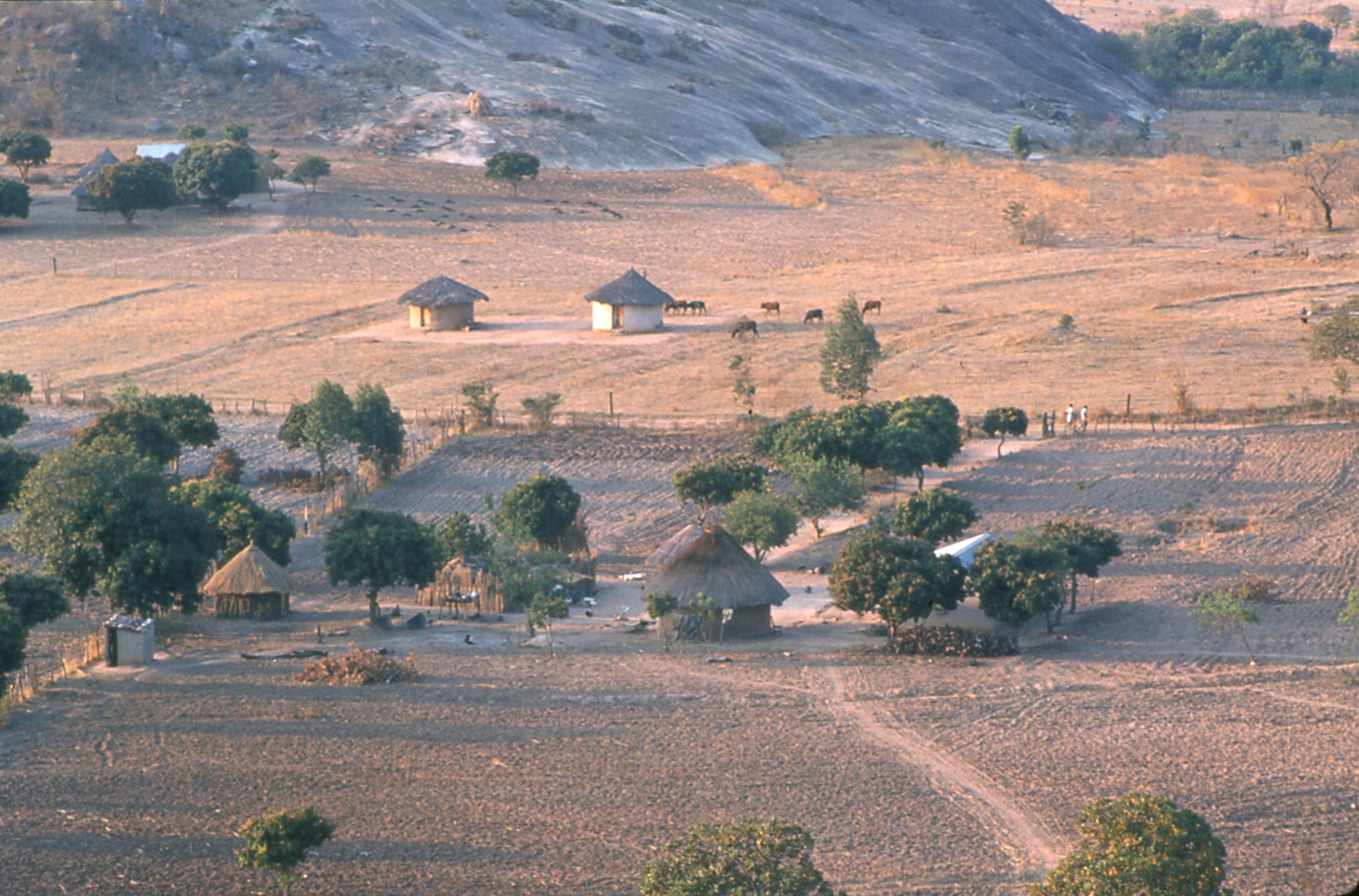
Sona település, Murewa

### Népességének változása
| Lakosok száma | 3 752 390 | 4 568 317 | 5 573 282 | 6 796 863 | 8 527 836 | 10 461 782 | 11 846 110 | 12 640 922 | 12 784 041 | 15 178 979 |
|               | 1960      | 1966      | 1972      | 1978      | 1984      | 1990       | 1996       | 2002       | 2008       | 2022       |

### Etnikai megoszlás
Etnikai csoportok: 
- feketék – 98% (sona – 71%, ndebele – 16%, egyéb – 11%),
- 1% – fehér,
- 1% – ázsiai és egyéb.

### Nyelvi megoszlás
Tizenhat hivatalos nyelve van: angol, barwe, conga, cseva, csvana, kalanga, nanzva, ndau, ndebele, sona, szoto, tonga, tshwa, venda, xhosza, zimbabwei jelnyelv.

### Vallási megoszlás
A Zimbabwei Statisztikai Hivatal 2017-es felmérése szerint a lakosság kb. 84%-a keresztény; 10%-a nem tartozik semmilyen valláshoz, egy elenyésző része (0,7%-a) muszlim.
A lakosság kb. 62%-a jár rendszeresen istentiszteletre. A zimbabweiek 69%-a a protestáns kereszténységhez tartozik, 8%-a római katolikus. A kereszténység pünkösdi-karizmatikus formái különösen gyorsan növekedtek az elmúlt évtizedekben, és kiemelkedő szerepet játszanak a közéletben, társadalmi és politikai életben. Jelentős keresztény egyházak az anglikán, a római katolikus, a hetednapi adventista és a metodista.

### Egyéb
2001-es adatok szerint a lakosság 24,6%-a (1,8 millió ember) HIV-fertőzött.
A lakosság 65%-a vidéken él. A 18 év alattiak aránya 40%. A várható életkor az AIDS miatt nagyjából 40 év.[mikor?]

## Gazdaság

### Általános adatok

Az ország GDP-jének változása 1980–2010 között

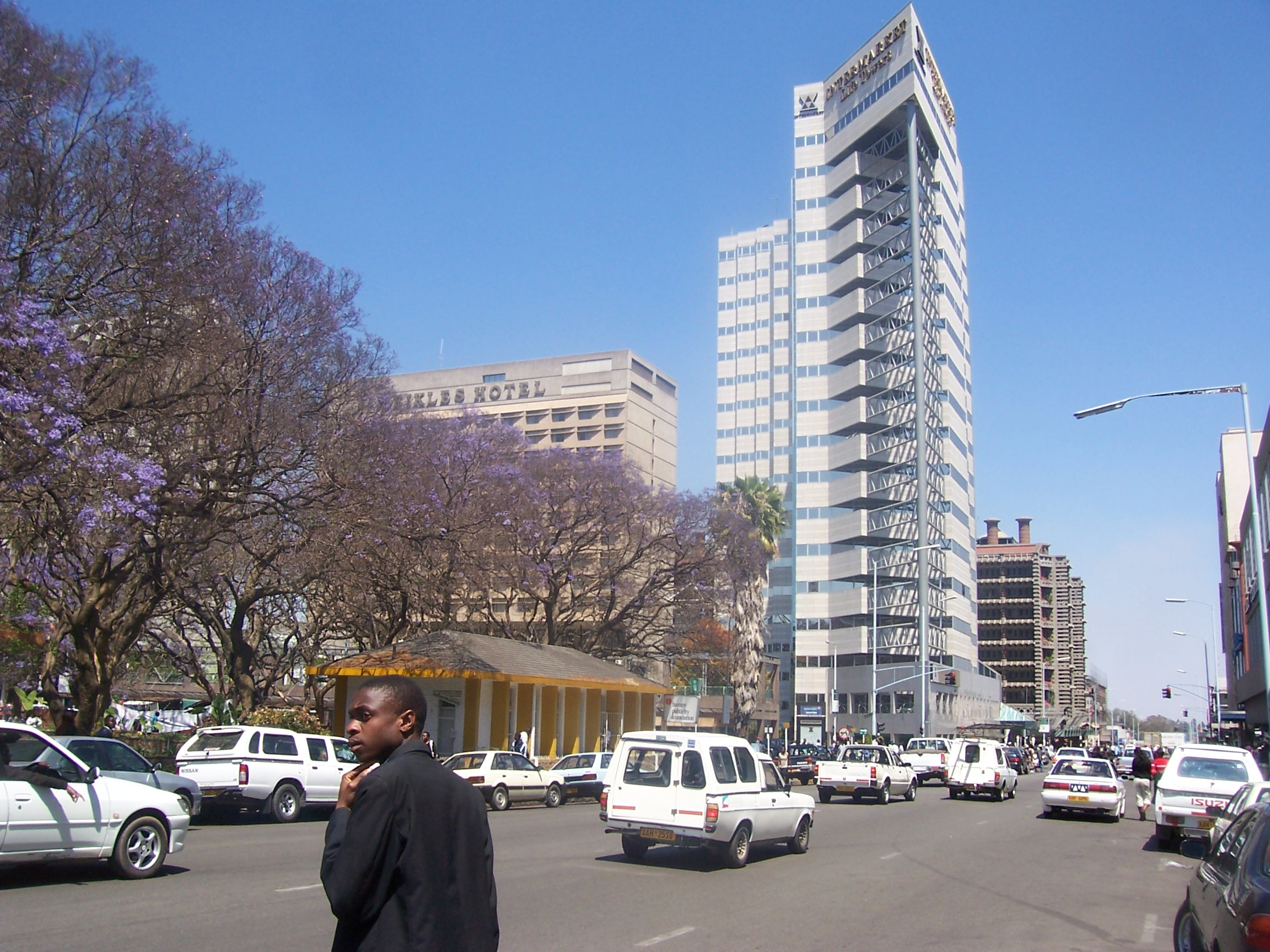
Irodaház Hararéban

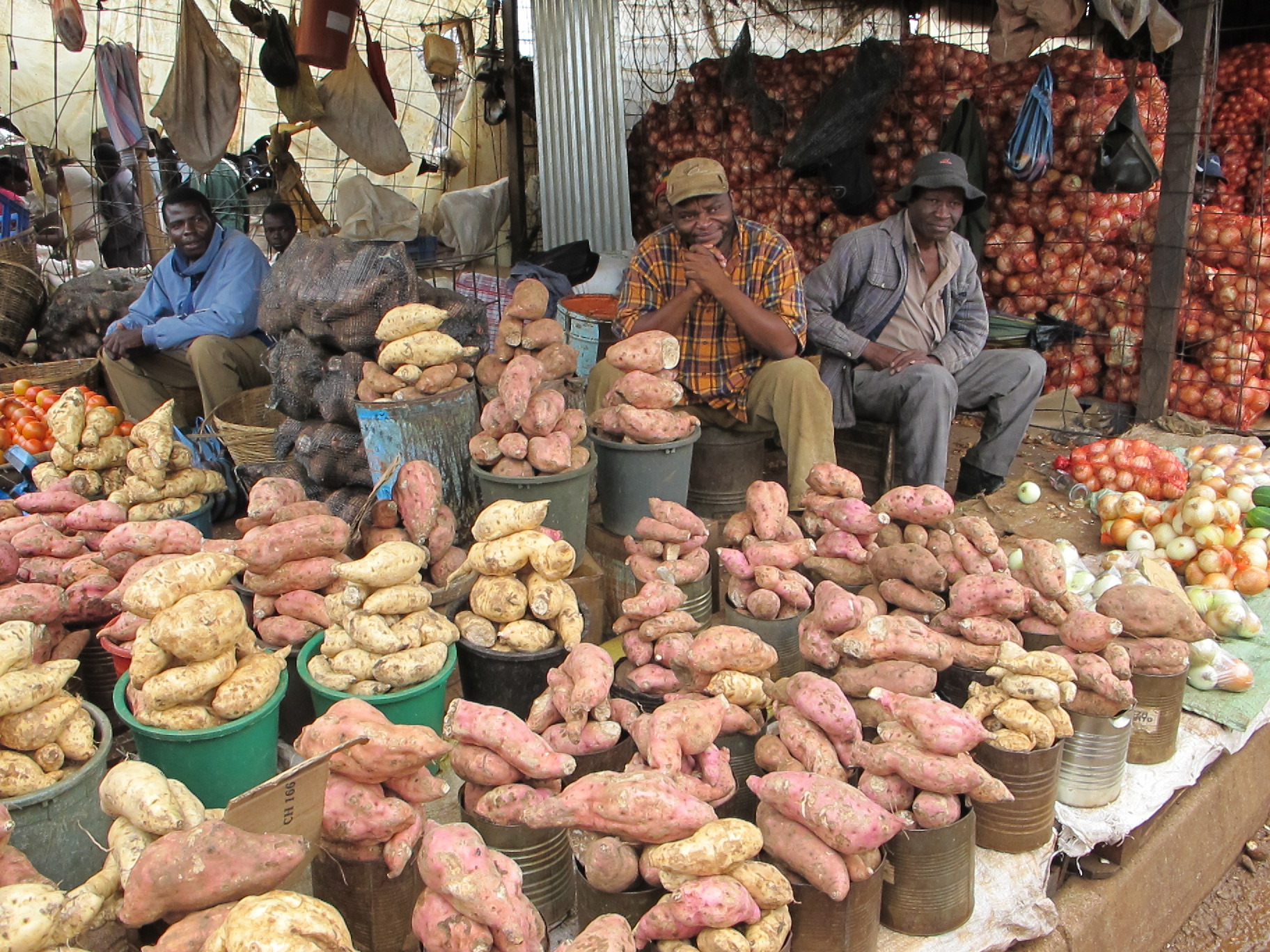
Piackép a fővárosban

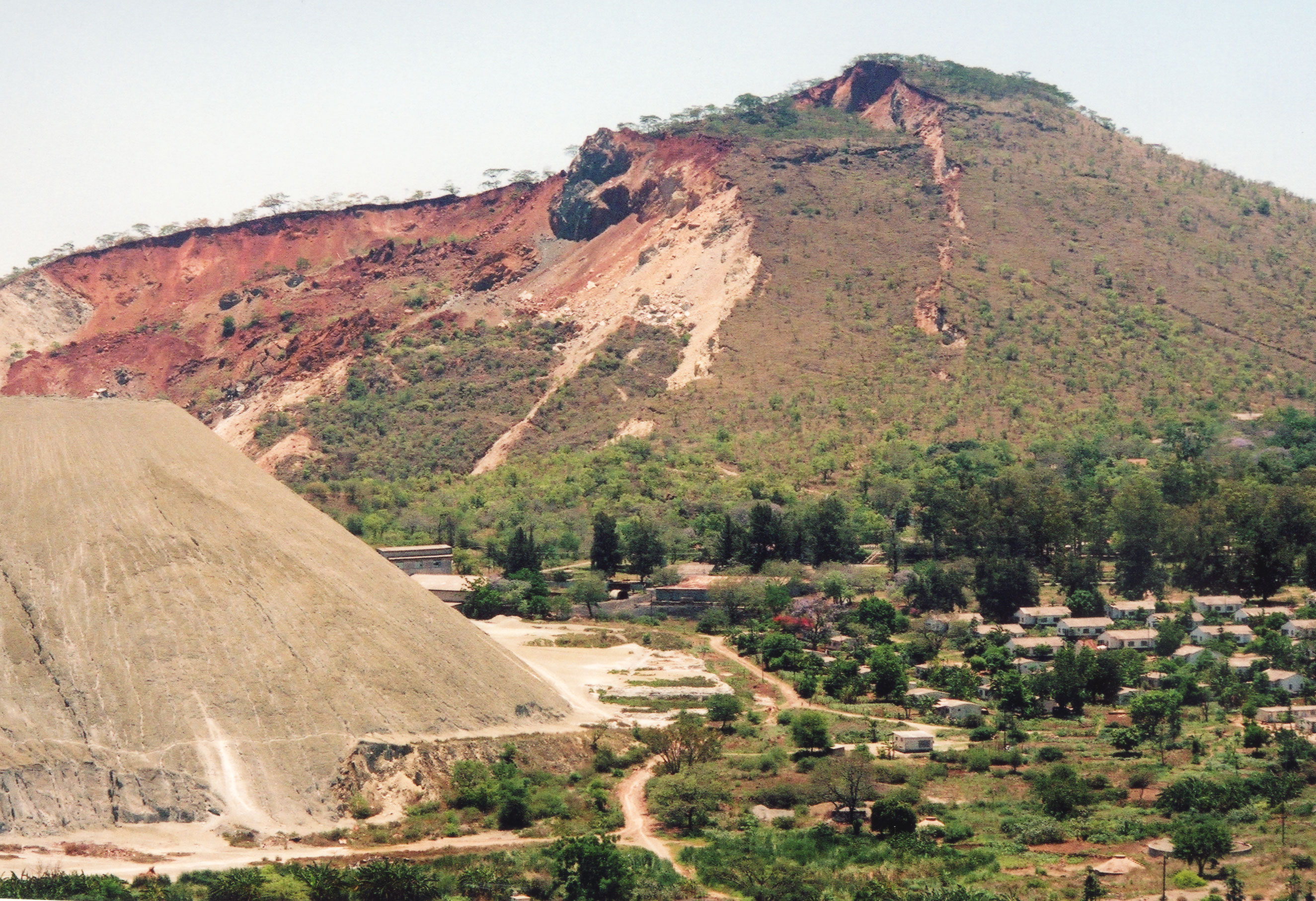
Azbesztbánya területe, Mashava

Zimbabwe Trópusi-Afrika viszonylag legfejlettebb, legsokoldalúbb gazdasággal rendelkező országa volt. Gazdasági partnerei a szomszédos országok, a fejlett európai államok és a Dél-afrikai Köztársaság. A rossz gazdasági döntések, a fehér telepesek kiűzése, az ellenzék elleni hadjáratok, és az ijesztően terjedő AIDS miatt a 2000-es évek elején a gazdasági katasztrófa sújtotta az országot. A jobb élet reményében egyre több zimbabwei vándorolt ki a szomszédos Dél-Afrikába és Botswanába. Emiatt a botswanai határ túloldalán a szomszédos ország hatóságai drótkerítéseket állíttattak (amelyekbe villanyáramot vezettek), Dél-Afrika megerősítette a határőrizetet.
A hivatalos inflációs ráta: 1998-ban 32%, 2004-ben 133%, 2005-ben 585%, 2006-ban közel 1000% volt.
1 amerikai dollárért 2003-ban 1 (új) zimbabwei dollárt kellett adni, 2006 augusztusában 1 USA dollár már 250 zimbabwei dollárba került. 2007 májusában az infláció 3731,9% volt. A hiperinfláció megfékezése érdekében a 2009. április 12-én határozatlan időre felfüggesztették a zimbabwei dollár használatát, helyette engedélyezték az amerikai dollár, az euró, az angol font, valamint a környező országok valutáinak (dél-afrikai rand, botswanai pula) használatát.
A 2009-ben felállított nemzeti egységkormány intézkedései nyomán a gazdasági helyzet gyorsan normalizálódott, a nominális bruttó hazai termék (GDP) amerikai dollárban kifejezett értéke 2010-ben már meghaladta a 2000-es szintet, majd 2011-ben is gyors ütemben növekedett.

### Gazdasági ágazatok
Fő gazdasági ága a mezőgazdaság. A lakosság háromnegyede közvetve vagy közvetlenül a mezőgazdasági termékek termesztéséből, feldolgozásából és árusításából él.

#### Mezőgazdaság
A fehér telepesek kiűzéséig jellemzőek voltak a 2000 hektáros birtokok, ahol olcsó bérmunkásokkal dolgoztattak és gépeket használtak. Jellemző terményeik a dohány, a kukorica és a gyapot voltak.
A másik jellemző mezőgazdasági forma a törzsi földeken történő legeltető pásztorkodás, valamint a kapás művelés. Kukoricát, kölest, batátát és földimogyorót termelnek.
A High Veld területen szarvasmarha-tenyésztés folyik. A területen tejgazdaságok, baromfi- és sertéstelepek működnek.
Az Inyanga-hegységben déligyümölcs-ültetvények, teaültetvények találhatók.
A Low Veld területen, a Zambézi és a Limpopo völgyeiben öntözőrendszerek mentén déligyümölcs- és cukornádültetvények terülnek el, valamint gyapot és búza termesztése folyik.

#### Ipar
Kivitelre főként feldolgozóipari termékekből jut: acéllemez, pamutszövet, ruházati cikkek.
Az ország sokféle ásványi nyersanyaggal rendelkezik. Területén található a világ egyik leggazdagabb krómérc-lelőhelye a Great Dyke, amely 500 km hosszú. Az ott bányászott krómércet Gweru városban dolgozzák fel, ahol ferrokrómot állítanak elő. Gweru városban azbeszt feldolgozásával is foglalkoznak.
- arany: sok kicsi bányaüzemben
- nikkel: az ország északi részén (Bindura)
- réz (Mhangura)
- ón (Kamativi)
- lítiumtartalmú ásványok
- pirit- és foszfátbányák, amelyek a belföldi kénsavgyártáshoz és a műtrágyaiparhoz biztosítanak nyersanyagot
- vasérctelepek (Kwekwe környékén, ahol vaskohászati üzem is működik)
- koksz (Zambézi-völgy feketekőszén-lelőhelyéről érkezik)

Az elektromosáram-ellátást a Zambézin épült Kariba-vízerőmű biztosítja.
Feldolgozóipari ágak (termelési mennyiség szerinti növekvő sorrendben):
- kohászat
- fémfeldolgozás
- textilipar
- élelmiszer- és vegyipar

Nehéziparát a cement-, műtrágya- és robbanóanyag-gyártás jellemzi.
A délnyugati országrészt a ndebele törzs lakja. A terület centruma a nagy vásárváros, Bulawayo, amely közlekedési csomópont és nehézipari góc. A nehézipar fő jellemzői: elektroacél-gyártás, hengermű, színesfémkohászat, bányagépgyártás, gépkocsi-összeszerelés és rádiókészülék-összeállítás.
A keleti határmelléken Mutaréban kőolaj-finomító működik, amely Mozambikon át csővezetéken kapja az importált nyersanyagot. Mutare ipara sokoldalú: gépkocsi, üvegáruk, TV-készülékek gyártása és papíripar jellemzi.
A középső részen Kwekwe területén vaskohászati üzemek működnek, valamint aranyfinomítás folyik, Gweruban pedig a króm- és nikkelötvözet előállítása, valamint az azbesztipar jelentős.
Kadoma az aranybányászat és a pamutipar központja.

### Külkereskedelem
Export: 
- Főbb áruk: arany, dohány, vasötvözetek, nikkel, gyémánt, ékszerek
- Főbb partnerek (2019-ben): Egyesült Arab Emírségek 40%, Dél-Afrika 23%, Mozambik 9%

Import: 
- Főbb áruk: járművek, kamionok, traktorok, finomított kőolaj, csomagolt gyógyszerek, műtrágyák
- Főbb partnerek (2019-ben): Dél-Afrika 41%, Szingapúr 23%, Kína 8%

## Közlekedés

### Közút
Az utak hossza 97 440 km, ebből 18 514 km aszfaltozott. A Kariba-tavon keresztül vízi útvonalak vezetnek.

### Vasút
A nemzeti vasúttársaság a National Railways of Zimbabwe. A vasutak hossza 3394 km, ebből 313 km villamosított.

### Légi közlekedés
Három nagyobb repülőtere van, Harare (nemzetközi reptér), Bulawayo és Beitbridge településeken.

## Telekommunikáció
| Hívójel prefix | Z2 |
| ITU zóna       | 53 |
| CQ zóna        | 36 |

## Kultúra

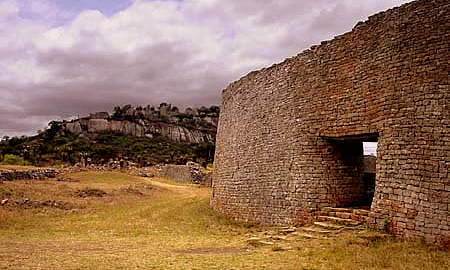
Nagy-Zimbabwe nemzeti műemlék

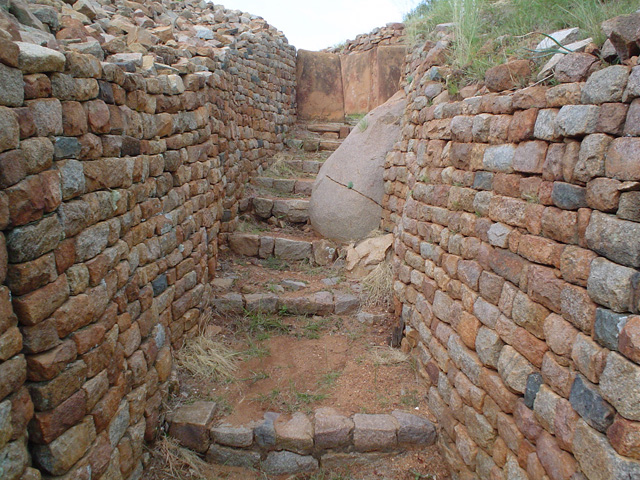
Khami romjai

### Kulturális világörökség
A világ kulturális örökségének része:
- Nagy-Zimbabwe nemzeti műemlék a sonák fővárosa volt a középkorban, abban az időben, amikor még nem álltak kapcsolatban az európaiakkal.
- A Khami Romok nemzeti műemlék romváros abból az időből, amikor a helyieknek már volt kapcsolatuk az európaiakkal, de még teljesen függetlenek voltak.
- Matobo-hegység a környék lakosságának szent helye, sírokkal, sziklarajzokkal.

### Média
Az ország hírközlése állami ellenőrzés alatt áll. Az állam működteti a rádióállomásokat, az egyetlen tévécsatornát és az újságokat. A nemzetközi híreket angol, sona és ndebele nyelven is bemondják. Sok hotelben és magánszálláson műholdas tévéadások is foghatók.

### Gasztronómia
A leginkább fogyasztott zimbabwei ételek, mint a sadza, isitshwala és ilambazi kukoricából készülnek. A sadza alapanyaga egy vízből és kukoricalisztből összekevert pép, amit megfőznek és a főzés közben további lisztet adagolnak hozzá, hogy megvastagodjon. Főleg vacsorára szolgáló fogás, amit zöldségekhez (pl. spenót), babhoz és párolt vagy sült húsokhoz esznek. Sadzát esznek gyakorta aludttejjel, vagy szardíniával is. Az ilambazit (vagy botát) is hasonlóan főzik, mint a sadzát, de a főzés alatt nem adnak hozzá több lisztet. Általában mogyoróvajjal, tejjel vagy lekvárral ízesítik.
A húsok leggyakrabban különleges alkalmak idején (pl. esküvő) kerülnek az asztalra. Ez leginkább kecske- vagy marhahús.
A zimbabwei konyhára a búr gasztronómia is hatással volt. Ilyen búr különlegesség a biltong nevű szárított pácolt hús a boerwors nevű kolbász, amit leginkább sadzával fogyasztanak.
Az étkezési szokásokat a brit etikett uralja. A reggeli zabkása, délelőtt tízórakor teázás. Ebédre gyakran az előző esti vacsora maradékait fogyasztják, melléje frissen főzött sadza. A városokban gyakoriak a szendvicsek. Délután négykor teázás, sőt vacsoránál is isznak teát.
A rizs-, tészta- és burgonyaalapú ételek szintén a zimbabwei konyha részét képezik. Burgonyából burgonyapüré és hasábburgonya készül. Helyi különlegesség, hogy a főtt rizst mogyoróvajjal, mártásokkal, vegyeszöldséggel és hússal ízesítik.

## Turizmus

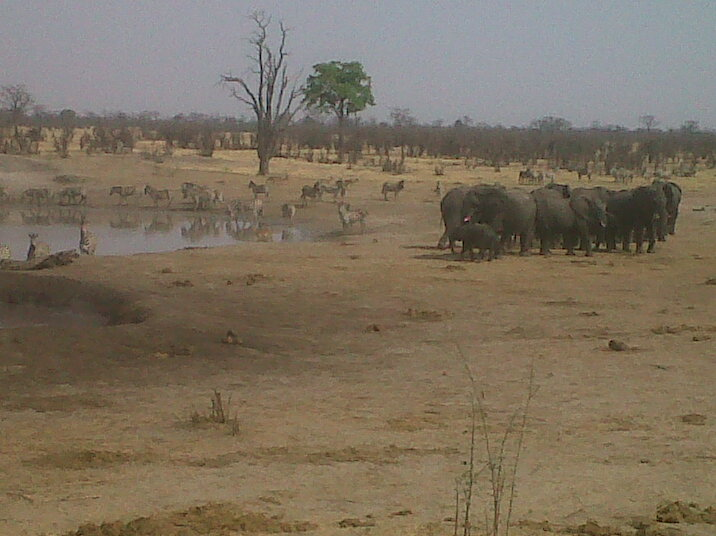
Vadállatok a Hwange Nemzeti Parkban

### Látnivalók
- Mana Pools Nemzeti Park a Zambézi mentén. Az egyetlen nemzeti park, ahová kísérő nélkül be lehet menni és oroszlánokat látni.
- Nagy-Zimbabwe nemzeti műemlék
- Harare: nemzetközi művészeti fesztivál április utolsó hetében
- Keleti magasföldek, hegymászás
- Hwange Nemzeti Park, Zimbabwe legnagyobb nemzeti parkja

## Ünnepek
Az állami ünnepek alkalmával a hivatalok és az üzletek nagy része zárva tart.
- Január 1.: Újév napja
- Április 18.: A függetlenség napja
- Május 1.: A munkások napja
- Május 25.: Afrika napja
- Augusztus 11.: A hősök napja
- Augusztus 12.: A hadsereg napja
- December 22.: A nemzeti egység napja
- December 26.: Karácsony (az ajándékosztás napja)